# Борщова Аліна Олександрівна
Алі́на Олекса́ндрівна Борщо́ва (* 1 липня 1982, Слобожанське) — українська поетеса. Членкиня Національної спілки письменників України.

## Біографічні відомості
Народилася 1 липня 1982 року в селі Слобожанське Зміївського району Харківської області.
Закінчила Харківський державний педагогічний університет імені Г. С. Сковороди, факультет української мови та літератури. З 2005 року працювала на посаді коректорки-кореспондентки у районній газеті «Вісті Зміївщини» (м. Зміїв). З 2006 року працює в газеті «Vivat Lex!» Національного університету «Юридична академія України імені Яросдава Мудрого» спочатку на посаді редакторки-кореспондентки, а з 2009 року — заступниця головного редактора. А.Борщова разом із Оксаною Бойко — прозаїкинею, членкинею Національної спілки письменників України — є керівницями літературної студії «Пластилін — зліпи з себе митця!», що діє при НУ «Юридична академія України імені Ярослава Мудрого».

## Творчість
Авторка поетичних збірок «Музей неслухняних фігур» (2004), «Система самозахисту» (2004), «Філософія весни на двох» (2005), «Моя душа воскресає» (2008). Пише оповідання, казки, пісні.
Членкиня літературної студії імені Павла Тичини з 2001 року. Брала участь у фестивалі молодої поезії, в обласних та республіканських семінарах.
Учасниця різноманітних літературних конкурсів. Дипломант (2002 рік) та лауреат (2003 рік) обласного літературного огляду «Молода Слобожанщина», стипендіантка благодійного фонду «Смолоскип» (2002, 2004 роки). Лауреатка Всеукраїнського конкурсу поезії «Любіть Україну» (2004 рік). Переможниця Міжнародного конкурсу найкращих творів молодих українських літераторів «Гранослов-2003».
У 2010 році Аліна отримала ІІ премію у четвертому обласному конкурсі імені О. С. Масельського у номінації «Проза» за збірку оповідань «Електричка».
У 2010 році здобула І місце у ІІІ Всеукраїнському літературному конкурсі оповідань «Прекрасне поруч». У 2014 році посіла ІІІ місце у обласному конкурсі імені О. С. Масельського у номінації «Проза» за уривок із роману «Соломія + Софія» = Слава" . У 2016 році отримала ІІІ місце у конкурсі «Корнійчуковська премія» (м. Одеса).
2016 року здобула спеціальну відзнаку від Анжеліки Рудницької на І Літературному конкурсі «Кальміус» за збірку оповідань для дітей «Фантажуйки» (м. Краматорськ).
2017 року посіла ІІІ місце у літературному конкурсі видавництва «Смолоскип»  (номінація «Дитяча література»).
Занесена до Почесної книги «Золотий Фонд Дзержинського району міста Харкова». Окрім того, вона є стипендіатуою Харківського Фонду підтримки молодих обдарувань номінації «Література та мистецтво» (2003 рік).
Основні публікації: газети «Слобідський край» (2001—2003 роки), «Літературна Україна» (2002 рік), молодіжний альманах «Левада» (2002—2004 роки), журнали: «Слобожанщина», «Березіль», «Дніпро», альманах «Пробудження», передачі на радіо та телебаченні.
Останнім часом працювала над творами для дітей. Дитяча повість «Озеро покинутих речей або пригоди Черпака і його друзів» — одна із останніх робіт.
Творчий задум авторки: Із самого дна озера покинутих речей рибалки натрапляють на незвичний улов. Так, на березі знову опиняються Черпак і його друзі: дірявий чобіт Діромаха, старезний глечик Горлечко, зігнута виделка Блискітка, консервна іржава банка Килька, занедбані брати-ковзани Блідоносик і Тупоносик, маленький зламаний годинник Цифруня.  У кожного з них своя історія, і кожен мріє стати таким, як і раніше: новим та потрібним. Тому друзі вирішують шукати майстра Містера Бобрика, який зможе привести занедбані речі до ладу. Дорогою із Черпаком та його товаришами трапляються різні пригоди. Поборовши навіть злого гнома Бяку, який ставав у них на заваді, друзі знаходять Містера Бобрика і стають такими, як і раніше. Проте в кінці всі вони розуміють, що найважливіше не те, як вони виглядають, а їхня дружба.
Так, збірка оповідань для дітей «Фантажуйки» — це прекрасна можливість подружитися із чудовими героями — Квадратом Здорованем, крилатими людьми, Королем зелених ящиків, Вартівником аптеки щастя, говірким котом, сторожем Великого життєвого ярмарку, Кашлем-мандрівником, квітковою феєю — Піоною, Помідором-забіякою, Кабачком-хвальком, дельфіном Сніжком, Луїзою-жайворонком та багатьма іншими.
Оповідання наповнені цікавим сюжетом і мають глибокий контекст — навчити дітей розпізнавати добро і зло, поступатися собою заради інших, вірити в дружбу й цінувати її, любити людей і тварин. Основний задум авторки — навчити дітей маленьким життєвим істинам, вплітаючи їх у незвичайні історії.